# Polysulfone

Motif de répétition d’un polysulfone.

Les polysulfones (PSU) sont une famille de polymères thermoplastiques. Ils s’obtiennent par réaction entre un diphénol et du bis(4-chlorophényl)sulfone, formant un éther-oxyde par élimination de chlorure de sodium :
n HOC6H4OH  +  n (ClC6H4)2SO2  +  n Na2CO3  →   [OC6H4OC6H4SO2C6H4]n  +  2n NaCl  +  n H2O  +  n CO2.
Le diphénol est typiquement du bisphénol A ou du 1,4-dihydroxybenzène.
Le motif de répétition est de la forme [arène-SO2-arène], qui est de la famille des sulfones.